# علم موريشيوس
أعتمد علم موريشيوس في 12 أذار - مارس من سنة 1968 ويتكون العلم من أربعة ألوان هي الأحمر، الأزرق، الأصفر، الأخضر مرتبة بصورة أفقية على التوالي.

## معنى الوان العلم
- الأحمر:يرمز إلى الدماء التي سالت في سبيل نيل الاستقلال.
- الأزرق:يرمز إلى المحيط الهندي الذي يحيط بالجزيرة.
- الأصفر: يرمز إلى ضوء الاستقلال.
- الأخضر: يرمز إلى الغطاء النباتي في الجزيرة.

## الألوان
|                                      | أحمر      | أزرق       | أصفر       | أخضر        |
| ------------------------------------ | --------- | ---------- | ---------- | ----------- |
| بانتون                               | 1788c     | 2756c      | 115c       | 2257c       |
| النموذج اللوني سيان ماجنتا أصفر أسود | 0-85-77-8 | 83-76-0-57 | 0-16-100-0 | 100-0-52-35 |
| النموذج اللوني أحمر أخضر أزرق        | 235-36-54 | 19-26-109  | 255-214-0  | 0-166-80    |
| ألوان الويب                          | #EB2436   | #131A6D    | #FFD600    | #00A650     |

## أعلام سابقة

ماورتيوس الهولندية، علم شركة الهند الشرقية الهولندية (1638-1710)
جزيرة دو فرانس. الراية الملكية لملك فرنسا (1715-1792)
جزيرة دو فرانس. علم فرنسا (1792-1810)
علم موريشيوس الاستعماري البريطاني (1810-1869)
علم موريشيوس الاستعماري البريطاني (1906-1923)
العلم مابين عامي 1906 - 1923.
العلم مابين عامي 1923 - 1968.